# ISO 3166-2:MC
Kódy ISO 3166-2 pro Monako identifikují 17 městských čtvrtí (stav v roce 2015).

## Seznam kódů
```
MC-CO La Condamine  
MC-FO Fontvieille  
MC-JE Jardin Exotique  
MC-CL La Colle  
MC-GA La Gare  
MC-SO La Source  
MC-LA Larvotto  
MC-MA Malbousquet  
MC-MO Monaco-Ville  
MC-MG Moneghetti  
MC-MC Monte-Carlo  
MC-MU Moulins  
MC-PH Port-Hercule  
MC-SR Saint-Roman  
MC-SD Sainte-Dévote  
MC-SP Spélugues  
MC-VR Vallon de la Rousse 
```